# Istid
Istid er et glaciologisk begreb, der betegner, at store dele af Jordens overflade har arktisk eller subarktisk klima.
Under istiderne sker der ophobning af store mængder af vand i gletsjerne, hvilket får hav-niveauet til at falde (eustasi). Idet istiderne er globale fænomener, hersker der under istiderne kolde forhold også i områder tættere på ækvator, end vi for eksempel oplever nu. Istider er desuden karakteriseret ved, at der forekommer gletsjere nærmere ækvator, end vi kender det i dag, men ikke nødvendigvis at der findes tykke lag is.
Det er også væsentligt at huske, at afkølingen nedsætter fordampningen fra verdenshavene. Det medfører, at luften indeholder betydeligt mindre vanddamp, og derfor bliver nedbørsmængden mindre under istiderne. Da en stor del af nedbøren yderligere falder som sne, der ikke uden videre deltager i vandets kredsløb, bliver istiderne til markante tørkeperioder for de is-frie områder, f.eks. kan det vises, at øen Korsika, der ligger langt ude i Middelhavet, har været landfast med Europa i flere omgange under istiderne. Hver gang er der indvandret kulde- og tørketålende plantearter, der endnu i dag har populationer på de høje bjerge midt på øen.
Istidsperioderne er ikke gennemgående lige kolde, men temperaturerne kan, regionalt og globalt, variere meget. I de koldere perioder rykker iskapperne frem, mens de trækker sig tilbage i de lidt mildere perioder. Dermed kan et område blive dækket af is i flere omgange under en enkelt istid, f.eks. blev Danmark delvis dækket af is 3 til 4 gange under seneste istid, Weichsel-istiden, der fandt sted mellem 110.000 og 15.000 år før nu. Den sydvestlige del af Jylland formodes at have været isfrit under hele sidste istid.
I runde tal har der i de sidste omtrent 2,6 millioner år været ca. 15 kolde perioder (istider) hver med en længde på omkring 100.000 år[kilde mangler]. Istiderne var afbrudt af mellemistiderne (interglacialer) på ca. 10.000 til 15.000 års længde. I Danmark har man spor af 4 – muligvis 5 istider med isdække.
I Jordens nyere geologiske historie kaldes epoken med istider og mellemistider for Pleistocæn. Den nuværende mellemistid efter den sidste istid kaldes Flandern, og er synkron med epoken Holocæn. Tiden siden starten af de seneste istider (for 2,6 mio. år siden) kaldes Kvartær.
Der har gennem geologisk tid været flere glaciationer. I Sen Ordovicium dækkede den Hirnantiske Istid det nuværende Sahara. Der er indikationer af, at Jorden i løbet af Prækambrium har været helt dækket af is gennem længere tid, den såkaldte "Snowball Earth"-teori. Som klodens geografi er nu, udgør istiderne det normale mønster. De klimabetingelser, vi oplever i dag, hører til undtagelserne, da Jorden i 75 % af kvartærtiden har været istid.
Dette skyldes, at det arktiske verdenshav har så lille en forbindelse med de varme tropiske have. Derfor hænger istiderne sandsynligvis sammen med pladetektonikken, altså kontinenternes bevægelser på klodens overflade. Kun når kontinenternes placering hindrer en udveksling mellem koldt og varmt vand, vil der opstå istider. Og kun når kontinenterne ligger tæt nok på polerne, vil der dannes langvarige iskapper.

## Pleistocæne istider og mellemistidsfaser
De angivne tidsintervaller er ca. tider for Danmark, men man skal være opmærksom på, at tiderne er behæftet med en betydelig usikkerhed – især for perioderne ældre end Eem. Man skal også være opmærksom på, at Danmark ingenlunde har været isdækket hele tiden i istiderne – store dele af istidsperioderne har Danmark været mere eller mindre isfrit men har haft et meget koldt klima med arktisk eller subarktisk vegetation og fauna.
For de korresponderende istider i Alperne og Nord-Amerika skal man være opmærksom på, at der kun er tale om et delvist sammenfald. Der er tale om korrespondance i rækkefølgen, mens tidspunkterne, for hvornår Alperne og især Nord-Amerika blev ramt af istiderne, kan variere ganske betydeligt. I alle tilfælde skal man være opmærksom på, at der er tale om ændringer i klimaet, der sker over tusinder af år. De angivne perioder er dem, der er definerende for perioden – de er ikke nødvendigvis udtryk, for hvornår istiden præcis ramte (eller ikke ramte) et givent område.
| Betegnelse       | Betegnelse | Betegnelse  |                 | Periode (år f.v.t)  |
| Nordeuropa       | Alperne    | Nordamerika |                 | Periode (år f.v.t)  |
| Weichsel         | Würm       | Wisconsin   | istid (seneste) | 115.000 - 9.600     |
| Eem              |            |             | mellemistid     | 128.000 - 115.000   |
| Saale            | Riss       | Illinois    | istid           | 386.000 - 128.000   |
| Holsten          |            | Yarmouth    | mellemistid     | 418.000 - 386.000   |
| Elster           | Mindel     | Kansas      | istid           | 465.000 - 418.000   |
| Cromer           |            |             | mellemistid     | 850.000 - 465.000   |
| Bavel-komplekset |            |             | -               | 1.030.000 - 850.000 |
| Menap            | Günz       | Nebraskan   | istid           | 1,2 - 1,03 mio.     |
| Waal             |            |             | mellemistid     | 1,45 - 1,2 mio.     |
| Eburon           |            |             | istid           | 1,8 - 1,45 mio.     |
| Tegelen          |            |             | mellemistid     | 2,4 - 1,8 mio.      |
| Prætegelen       |            |             | istid           | 2,588 - 2,4 mio.    |

For Holsten til Prætegelen er anvendt tider fra List of geochronologic names, tider der stemmer godt overens med "Naturen i Danmark – Geologien". For Saale stemmer tiden kun med "Naturen i Danmark – Geologien".